# X.400

x.400 er i IT-terminologi en ITU- og ISO-standard for emailadressering. x.400 er et mindre hyppigt brugt alternativ til SMTP-protokollen. Standarden understøtter flere forskellige transportmetoder, bl.a. TCP/IP og x.25.